# Universidad
Universidad é um dos seis bairros do distrito Centro, em Madrid, na Espanha. É limitado aproximadamente pelas ruas da Princesa, Gran Vía, Fuencarral, Carranza e Alberto Aguilera.

## História
Originalmente, o bairro era conhecido como Barrio de Maravillas, em referência ao convento carmelita de Maravillas, situado entre a rua de Palma Alta e a de São Pedro. A partir do final do século XX, o bairro passou a englobar a região conhecida como Malasaña, que havia sido o epicentro do movimento cultural conhecido como Movida Madrilenha nas décadas de 1970 e 1980.

## Transporte

### Ônibus
O bairro é servido pelas seguintes linhas de ônibusː
- 1ː Pza. Cristo Rey – Prosperidad
- 2ː Pza. Manuel Becerra – Avda. Reina Victoria
- 3ː Puerta de Toledo – Pza. San Amaro
- 21ː Pº Pintor Rosales – Bº El Salvador
- 40ː Tribunal – Alfonso XIII
- 44ː Pza. Callao – Marqués de Viana
- 46ː Sevilla – Moncloa
- 74ː Pº Pintor Rosales – Parque de las Avenidas
- 75ː Pza. Callao – Colonia Manzanares
- 133ː Pza. Callao – Mirasierra
- 138ː Pza. de España – Aluche
- 146ː Pza. Callao – Los Molinos
- 147ː Pza. Callao – Barrio del Pilar
- 148ː Pza. Callao – Puente de Vallecas
- 149ː Tribunal – Pza. Castilla
- C1ː Circular 1
- C2ː Circular 2
- N16ː Pza. Cibeles – Avenida de la Peseta
- N18ː Pza. Cibeles – Aluche
- N19ː Pza. Cibeles – Colonia San Ignacio de Loyola
- N20ː Pza. Cibeles – Barrio de Peñagrande
- N21ː Pza. Cibeles – Arroyo del Fresno
- M2ː Sevilla – Argüelles

### Metrô
O bairro é servido pelas seguintes estações de metrôː

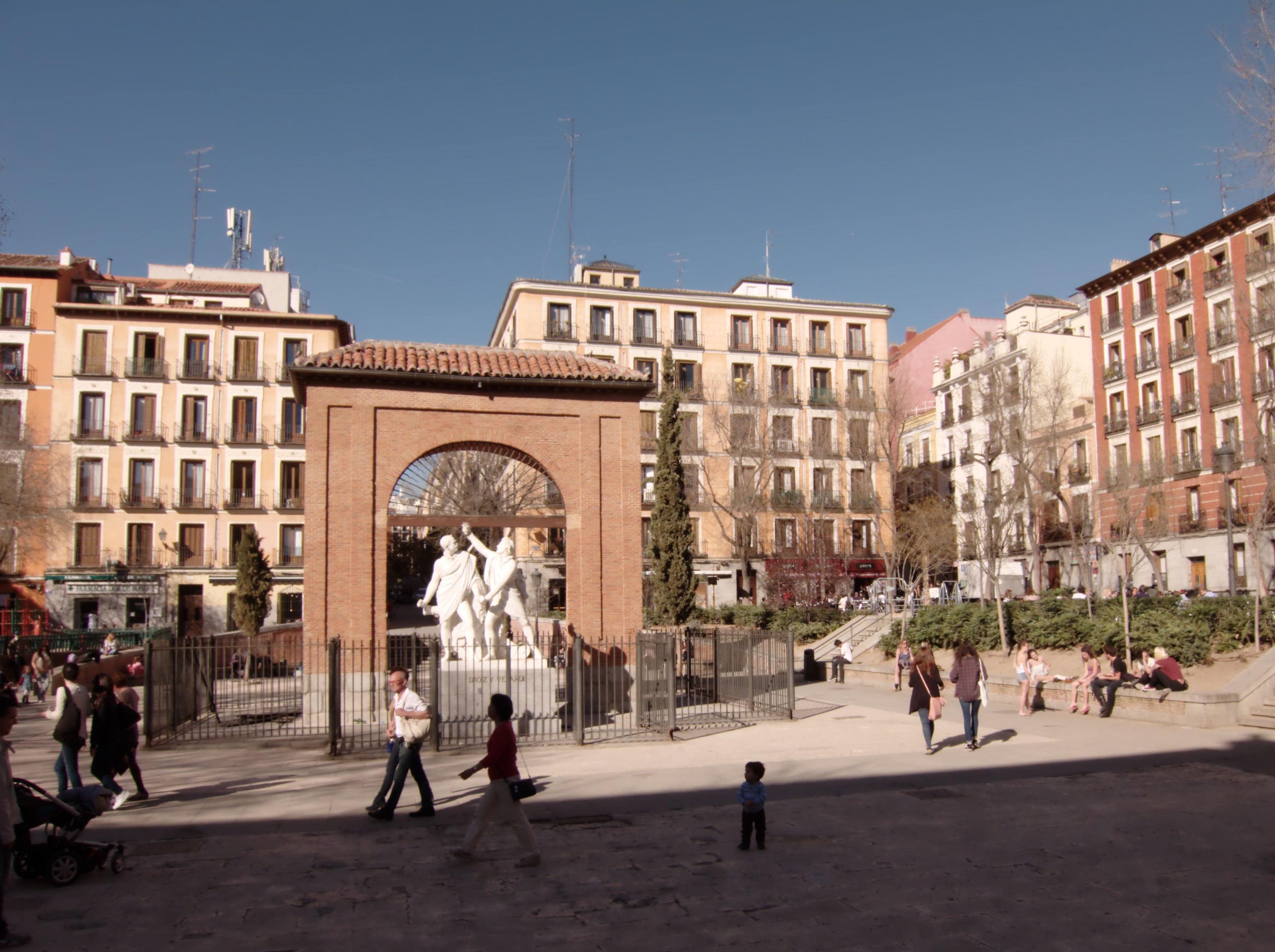
A praça do 2 de Maio é considerada o coração do bairro

- Estação Arguelles (L3, L4, L6)
- Estação Bilbao (L1, L4)
- Estação Gran Vía (L1, L5)
- Estação Tribunal (L1, L10)
- Estação San Bernardo (L2, L4)
- Estação Callao (L3, L5)
- Estação Plaza de España (L3, L10)
- Estação Noviciado (L2)
- Estação Santo Domingo (L2)
- Estação Ventura Rodríguez (L3)